# Побег из Москвабада
«Побег из Москвабада» — российский фильм 2015 года режиссёра Дарьи Полторацкой по сценарию Юсупа Разыкова.

## Сюжет
Маша Ласточкина — инспектор ФМС, руководитель оперативной группой по очистке столицы от нелегалов. Сама приехавшая в Москву всего пару лет назад. Не так давно от рук гастарбайтера погиб её близкий друг и коллега Андрей. Свою работу она выполняет беспристрастно и жестко.
Хасан — таджик, работающий на ФМС стукач, источник информации о незаконно проживающих мигрантах и подставной на рейдах.
Общаясь с Хасаном, Маша понимает, что и сама мало чем отличается от нелегалов — Москва для нее чужая. В этой системе Ласточкиной живётся не лучше, чем гастарбайтерам: тот же тяжёлый, неблагодарный и низкооплачиваемый труд с утра до ночи, то же состояние вечного трепета перед начальством, такое же шаткое положение приехавшей.
Вместе им удается «накрыть» криминальный «миграционный центр» — группу мигрантов, которая своим же землякам-приезжим оформляет поддельные разрешительные документы. Но взять удаётся лишь низовых исполнителей — начальство Маши «крышует» преступников, чтобы закрыть дело его «вешают» на Хасана и закрывают в связи со смертью обвиняемого.
Маша увольняется из ФМС, подделывает документы, оформив на себя оставшуюся сиротой племянницу Хасана, и уезжает из Москвы в родную провинцию.

Эта история — вовсе не про гастарбайтеров. Писательница Татьяна Толстая сказала, что если раньше Москва была большой деревней, то сейчас это — большой кишлак. Я, как узбек, это заявляю. Но на самом деле сейчас в России есть всего две нации: москвичи и остальная Россия. Вот о чём это кино.— сценарист фильма Юсуп Разыков

## В ролях
В главных ролях:
- Мария Машкова — Мария Ласточкина
- Джавахир Закиров — Хасан

В остальных ролях:
- Александр Гришин — Павлов
- Артём Насыбулин — Селезнёв
- Андрей Заводюк — Ознобин
- Андрей Фролов — Андрей
- Никита Панфилов — Карпов
- Виталий Серкин — Гриша
- Антон Афанасьев — Гнездов
- Ольга Смирнова — Голядкина
- Екатерина Соломатина — Вера
- Ольга Вяликова — Мироновна
- Анастасия Бусыгина — адвокат
- Нариман Утакаев — убийца Андрея
- Евгений Чупин — участковый
- Сергей Волобуев — полковник
- Марина Майорова — Ая
- Жанна Раджапова — Чинара
- Анастасия Савосина — блондинка с рекламы
- Кирилл Кяро — герой рекламы

## Награды
- 2015 — XXIII Фестиваль российского кино «Окно в Европу» — Спецприз за лучший сценарий и диплом Гильдии киноведов и кинокритиков России
- 2015 — ХI Казанский международный фестиваль мусульманского кино — Приз «Лучшая женская роль в полнометражном игровом кино» (Мария Машкова)
- 2016 — I Уральский фестиваль российского кино — Специальный диплом Гильдии киноведов и кинокритиков России— «За талантливое соединение социальной остроты и современной формы»
- 2016 — VII онлайн-кинофестиваль Российской газеты «Дубль дв@» — участник конкурсной программы, без призов.